# Ritournelle de la faim
Ritournelle de la faim est un roman d'inspiration autobiographique écrit par Jean-Marie Gustave Le Clézio et édité par Gallimard en octobre 2008. L'auteur obtient le Prix Nobel de littérature quelques jours après sa sortie.

## Résumé
L'auteur brosse le portrait d'Ethel (personnage inspiré de la mère de l'auteur) et de sa famille venues de l'île Maurice à Paris. Elle est adolescente dans les années 1930 lorsqu'éclate la Seconde Guerre mondiale. Issue de l'aristocratie mauricienne, elle connaît alors le régime totalitaire nazi, l'antisémitisme, la faim, la pauvreté et la misère qui la marqueront à vie.

## Citations de l'auteur
- « J'ai écrit cette histoire en mémoire d'une jeune fille qui fut malgré elle une héroïne à vingt ans ».